# Valadares Filho
Antônio Carlos Valadares Filho (Aracaju, 1 de outubro de 1980) é um político brasileiro, filiado ao Solidariedade. De 2007 a 2019, ocupou o cargo de deputado federal pelo Estado de Sergipe.

## Biografia
Antônio Carlos Valadares Filho nasceu em Aracaju, Sergipe, em 1 de outubro de 1980. Filho do senador e ex-governador Antônio Carlos Valadares, e de Ana Luíza Dortas Valadares. Graduou-se em administração na Universidade Tiradentes em agosto de 2006.
Filiado ao Partido Socialista Brasileiro (PSB) desde 1999, foi eleito deputado federal em 2006 por Sergipe com 85 450 votos, tendo sido reeleito em 2010 com 95 680 votos. Em 2003, assumiu a presidência do Diretório Municipal do PSB em Aracaju. Atualmente é o presidente do Diretório Estadual do PSB em Sergipe.
Valadares Filho foi candidato a prefeito de Aracaju nas eleições municipais de 2012. Obteve 113 932 votos (37,62% do total de válidos), e foi o segundo mais votado, atrás de João Alves Filho, do Democratas, que venceu o pleito ainda no primeiro turno.
Nas eleições municipais de 2016, candidata-se mais uma vez ao cargo de prefeito de Aracaju, obtendo 98 071 votos (38,09% do total de válidos) no primeiro turno, disputando o segundo turno com Edvaldo Nogueira onde obteve 134 271 votos (47,89% do total de válidos), sendo o segundo mais votado.
Votou a favor do processo de impeachment de Dilma Rousseff. Em abril de 2017, foi contrário à Reforma Trabalhista. Em agosto de 2017, votou a favor do processo em que se pedia abertura de investigação do então presidente Michel Temer.
Candidatou-se novamente à eleição municipal de Aracaju em 2020 como vice-prefeito na coligação PSB, Cidadania, PL e PSDB.

## Desempenho eleitoral
| Ano  | Eleição              | Partido | Cargo                                                | Votos   | %                 | Resultado  | Ref    |
| ---- | -------------------- | ------- | ---------------------------------------------------- | ------- | ----------------- | ---------- | ------ |
| 2006 | Estaduais em Sergipe | PSB     | Deputado federal                                     | 85.450  | 8,48%             | Eleito     | [ 10 ] |
| 2010 | Estaduais em Sergipe | PSB     | Deputado federal                                     | 95.680  | 11,79%            | Eleito     | [ 11 ] |
| 2012 | Municipal de Aracaju | PSB     | Prefeito                                             | 113.932 | 37,62%            | Não eleito | [ 12 ] |
| 2014 | Estaduais em Sergipe | PSB     | Deputado federal                                     | 68.199  | 6,95%             | Eleito     | [ 13 ] |
| 2016 | Municipal de Aracaju | PSB     | Prefeito                                             | 98.071  | 38,09% (1º Turno) | Não eleito | [ 14 ] |
| 2016 | Municipal de Aracaju | PSB     | Prefeito                                             | 134.435 | 47,89% (2º Turno) |            | [ 14 ] |
| 2018 | Estaduais em Sergipe | PSB     | Governador                                           | 212.169 | 21,49% (1º Turno) | Não eleito | [ 15 ] |
| 2018 | Estaduais em Sergipe | PSB     | Governador                                           | 370.161 | 35,28% (2º Turno) |            | [ 15 ] |
| 2020 | Municipal de Aracaju | PSB     | Vice-prefeito Titular: Delegada Danielle (Cidadania) | 55.973  | 21,31% (1º Turno) | Não eleito | [ 16 ] |
| 2020 | Municipal de Aracaju | PSB     | Vice-prefeito Titular: Delegada Danielle (Cidadania) | 109.864 | 42,14% (2º Turno) |            | [ 16 ] |
| 2022 | Estaduais em Sergipe | PSB     | Senador                                              | 267.756 | 24,65%            | Não eleito | [ 17 ] |